# Ingelger
Ingelger, oder in Latein Ingelgerius genannt (* um 840; † 886), war ein Vizegraf von Angers um 880. Er ist der Stammvater des ersten Hauses von Anjou.
Über seine Person gibt es keine zeitgenössischen Quellen. Er wird lediglich in einer Urkunde des Grafen Fulko des Roten aus dem Jahr 929 als dessen Vater (Ingelgerio genitore meo…) genannt. Die erst im 12. Jahrhundert von Jean de Marmoutier verfasste Gesta Consulum Andegavorum nennt einen gewissen Tertullus nobilem dux als Vater und Petronillam als Mutter des Ingelger; eine wenig später geschriebene Chronik aus Saint-Martin de Tours bezeichnet ihn als einen Neffen des Hugo Abbas. Laut der Historia Comitum Andegavorum wurde Ingelger vom westfränkischen König Ludwig II. dem Stammler in das Amt eines Vizegrafen in Orléans eingesetzt und mit der Verteidigung von Tours gegen die Normannen betraut. Auch habe er vom König einen Teil des Anjou geschenkt bekommen. 
Der Gesta Consulum Andegavorum zufolge war Aelindis/Adelais die Ehefrau von Ingelger, die eine Nichte der Bischöfe Adalhard von Tours und Raino von Angers gewesen war. Ihr gemeinsamer Sohn war der erste Graf von Anjou, Fulko der Rote († 941).

## Weblink
- Comtes d’Anjou bei fmg.ac (englisch)

| Vorgänger | Amt                    | Nachfolger     |
| --------- | ---------------------- | -------------- |
| —         | Vizegraf in Angers ?–? | Fulko der Rote |

| Personendaten    | Personendaten     |
| ---------------- | ----------------- |
| NAME             | Ingelger          |
| ALTERNATIVNAMEN  | Ingelgerius       |
| KURZBESCHREIBUNG | Vizegraf im Anjou |
| GEBURTSDATUM     | um 840            |
| STERBEDATUM      | 886               |